# Bogarra
Bogarra es un municipio y localidad española de la provincia de Albacete, en la comunidad autónoma de Castilla-La Mancha. Cuenta con una población de 748 habitantes (INE 2024).

## Ubicación

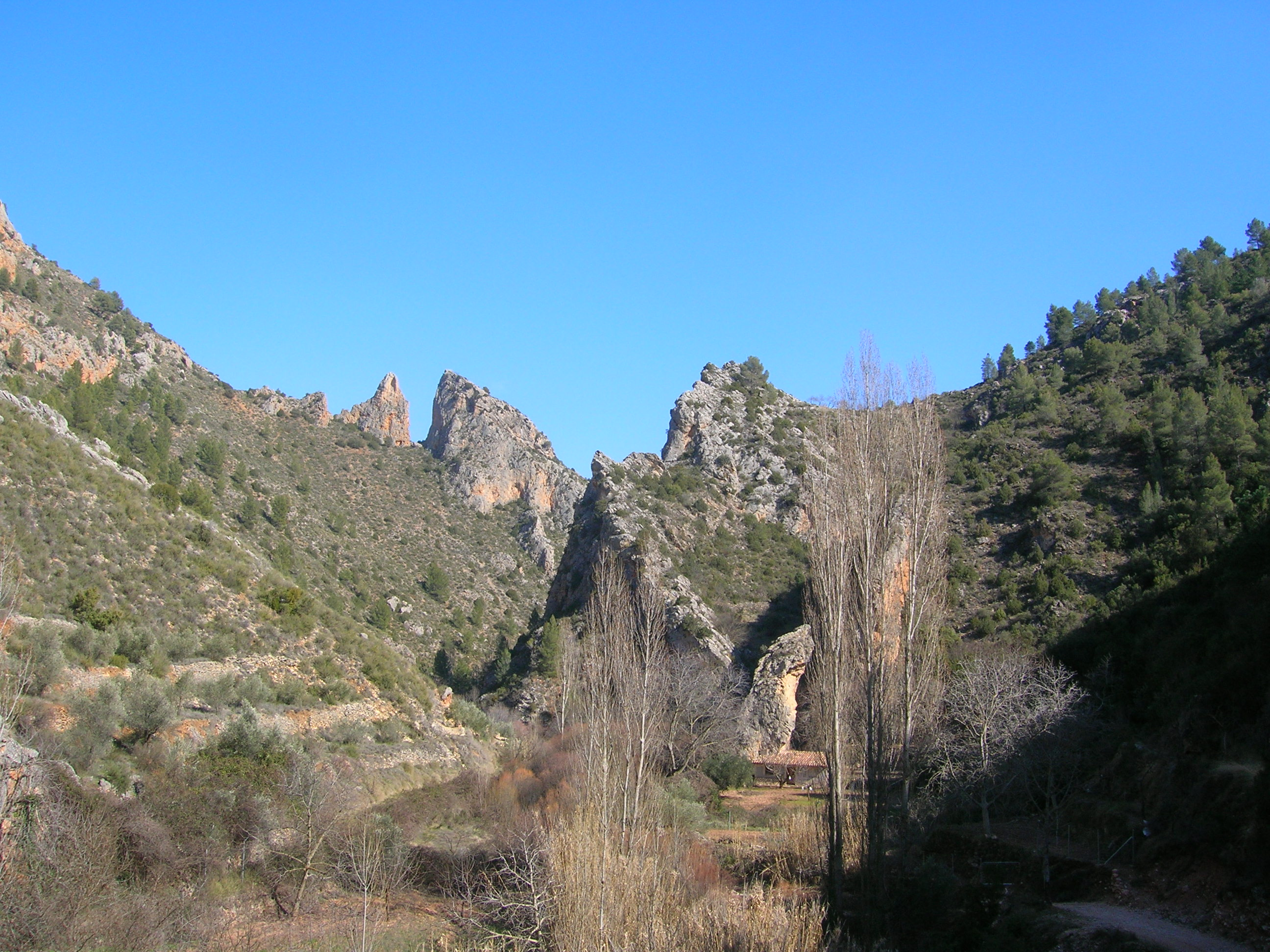
Río Bogarra hacia el paraje del Batanero.

Ubicada en la comarca histórica de la Sierra del Segura, se encuentra a 75 km de la capital provincial. Pertenece a la mancomunidad de servicios de la Sierra del Segura. El término municipal de Bogarra está situado al sureste de la península ibérica. 
En 2020 contaba con 807 habitantes, según datos del INE. Incluye las pedanías de El Altico, Cañadas de Haches de Arriba, Cañadas de Haches de Abajo, Las Mohedas, Las Casas de Haches, La Dehesa del Val, Potiche y Yeguarizas.

## Prehistoria
Seguramente la población de Bogarra se inicia con un asentamiento íbero ya en el siglo VI a. C. y como muestra de ello queda la enigmática esfinge de Haches, hallada a los pies de la atalaya del mismo nombre.
Escultura animalística y fabulosa, de carácter apotropaico, propia de la escultura ibérica está representada por la famosa esfinge de Haches, cuya estructura cúbica y visión central la acercan más al altorrelieve.
Es un sillar con talla en alto relieve, en el que la figura aparece en reposo. El rostro es trasunto de una figura arcaica griega, aunque el cuerpo muestra el carácter indígena de esta esfinge que debió tener un significado de protector de una tumba. Se fecha en el siglo VI a. C. Representa la mítica figura con garras de león, cuerpo de ave y cabeza de mujer, donde la sonrisa arcaica de sus labios, y el trenzado de su pelo recuerdan a la escultura griega.
La original se encuentra en el Museo Arqueológico de Albacete, pero podemos ver una réplica de ella en la plaza del Cabezuelo, frente al Ayuntamiento, esculpida por un vecino de la villa llamado Lauren.

## Historia
Bogarra era la antigua Bigerra, ciudad tarraconense de la Bastetania. Durante las primeras guerras púnicas entre romanos y cartaginenses, Bogarra se alió con Roma, y aunque los cartagineses lograron recuperarla, fue definitivamente romana allá por el año 214 antes de Cristo gracias al general Escipión. 
Ya en la Edad Media, fue aldea dependiente del concejo de Alcaraz. En el siglo XIV la población de Bogarra sufrió grandes ataques de los pueblos de la zona, y en el año 1351 se repoblará a causa de la reconquista según Petrel Marín, junto con las otras localidades de la zona, y frente al peligro de los moros granadinos, obteniendo para ello un privilegio de Pedro I. 
En el siglo XV tenía en su castillo 70 peones con defensa, cuando se envió a Gil García como jefe militar, con 4 hombres de refuerzo, por esperarse un ataque musulmán, que se produjo en julio de 1457. La zona fue saqueada pero el castillo resistió y el botín obtenido por los musulmanes fue recuperado parcialmente.
En 1452 el príncipe Enrique concedió el señorío de las salinas de Bogarra a Juan Pacheco, marqués de Villena, y este las cedió al monarca Juan II, que posteriormente pasarían a pertenecer a los Reyes Católicos. 
Se dice que, mientras Alcaraz apoyó al infante Alfonso, Bogarra apoyaba a su oponente Enrique IV, dentro del conflicto por la sucesión al trono castellano y, que muchos años después, y gracias al rey Felipe II, en 1573, se otorgó el título de villa a Bogarra, costando por aquel entonces 1500 maravedíes. En el año 1638 la villa de Bogarra fue avasallada por la Inquisición. [cita requerida]
Metidos en el siglo XIX, existen pruebas documentales de la detención y muerte del capitán Lozano, cabecilla carlista.

## Demografía
Cuenta con una población de 748 habitantes (INE 2024).
| Gráfica de evolución demográfica de Bogarra entre 1842 y 2021                                                         |
| |
| Población de derecho según los censos de población del INE. Población de hecho según los censos de población del INE. |

## Patrimonio
La torre de Haches es de estilo árabe. La función de esta atalaya es de vigilancia de este enclave.